# Copidognathus macropus
Copidognathus macropus is een mijtensoort uit de familie van de Halacaridae. De wetenschappelijke naam van de soort is voor het eerst geldig gepubliceerd in 2009 door Bartsch.